# Система управління польотом літака

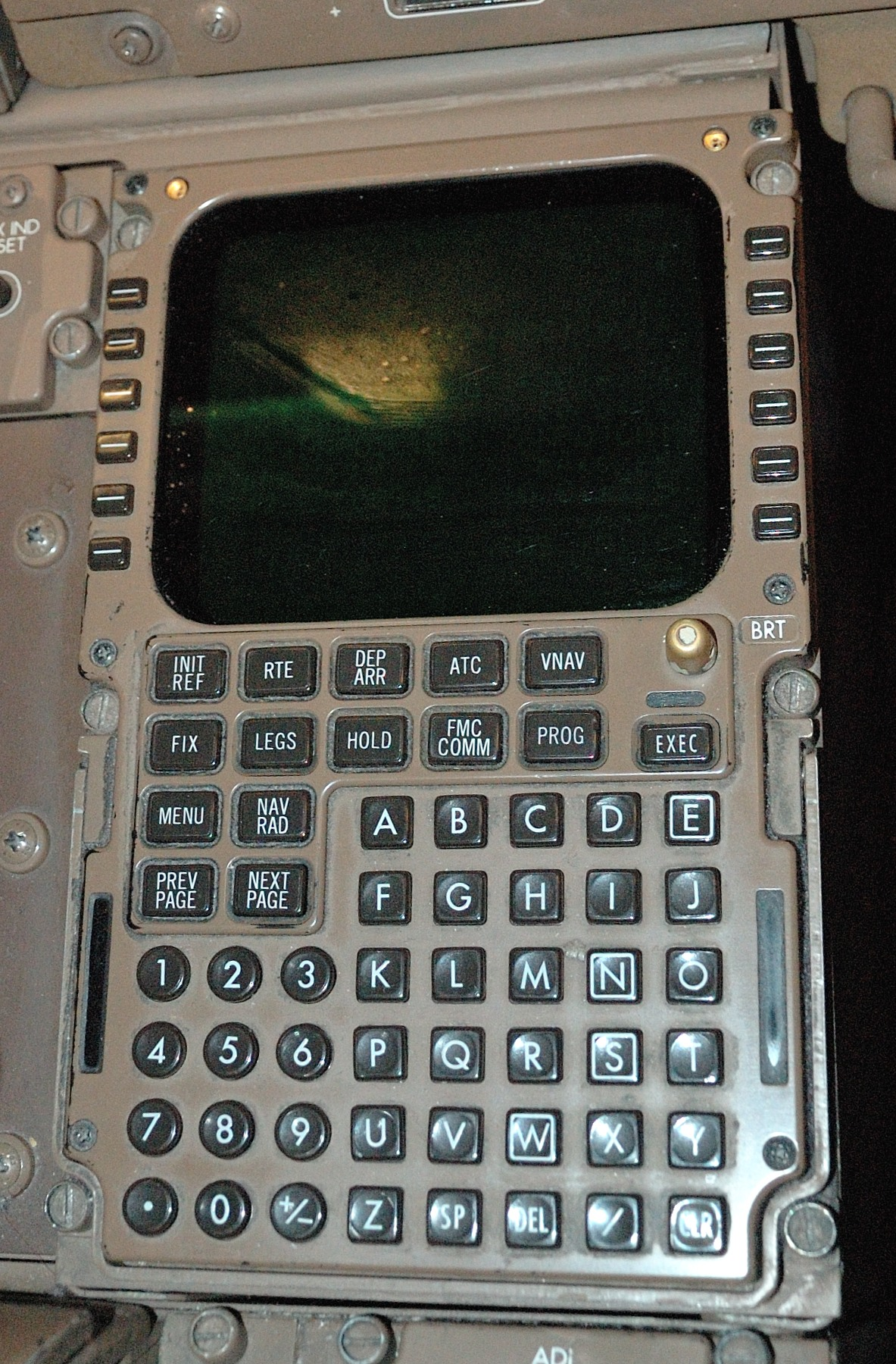
Honeywell Pegasus FMS

Система управління польотом літака (англ. Flight Management system, FMS) — комп'ютеризована система, що допомагає пілоту контролювати та керувати системами повітряного судна (ПС) для безпечного виконання польоту. Система FMS виконує всі технічні, рутинні операції із системами ПС, що використовуються під час польоту, дозволяючи пілоту більше часу приділяти керуванню польотом, а не налаштуванню систем.
Під час польоту пілот ПС використовує велику кількість пілотажно-навігаційних засобів. Інформація від кожного з них є важливою для літаководіння та безпеки повітряного руху.
У повітрі на різних етапах польоту пілот ПС потребує різноманітної пілотажно-навігаційної інформації від принципово різних навігаційних систем. Так, наприклад, під час посадки найважливішою є інформація від системи посадки про відхилення від глісади, а під час польоту на трасі — орієнтування за наземними радіомаяками та супутникова навігація. Сучасні навігаційні системи надто складні для користування (пілот ПС повинен чимало часу витрачати на користування ними).

## Структура FMS
У загальному випадку FMS складається з двох обчислювачів і двох багатофункціональних блоків контролю та відображення (Multifunction Control and Display Unit — MCDU). Обчислювач розміщується у технічному відсіку, а MCDU — «під рукою» у пілота .